# Torsten Hoffmann (Literaturwissenschaftler)
Torsten Hoffmann (* 1973) ist ein deutscher Literaturwissenschaftler. Er ist seit 2018 Professor für Neuere deutsche Literatur an der Universität Stuttgart.

## Leben
Nach dem Abitur in Syke 1993 studierte Torsten Hoffmann von 1994 bis 2000 Deutsch und Gemeinschaftskunde (Politik) auf Lehramt an der Georg-August-Universität Göttingen. 2004 promovierte er ebendort mit einer von Werner Frick betreuten Arbeit über die Relevanz der Kategorie des Erhabenen in der deutschen Literatur des späten 20. Jahrhunderts. Weitere wichtige akademische Lehrer waren neben Frick Hans Graubner und Irmela von der Lühe. Von 2005 bis 2010 war Hoffmann wissenschaftlicher Mitarbeiter am Lehrstuhl von Heinrich Detering am Seminar für Deutsche Philologie in Göttingen. Von 2010 bis 2016 war er Juniorprofessor an der Goethe-Universität Frankfurt am Main. 2013 habilitierte er sich in Göttingen mit einer Arbeit über die Rolle des Körpers in der Ästhetik und Poetik des 18. Jahrhunderts. Nach verschiedenen Gastdozenturen und einer Vertretungsprofessur lehrt Hoffmann seit 2018 als Professor für Neuere deutsche Literatur an der Universität Stuttgart.
Er nahm Gastprofessuren an der Beihang-Universität in Peking und an der Keiō-Universität in Tokio wahr.
Seit 2021 ist Hoffmann Präsident der Rilke-Gesellschaft, deren Vorstand er seit 2016 angehört. Er kuratierte 2018 im Paula Modersohn-Becker Museum eine Ausstellung zu Rilke in Bremen.
Er moderiert regelmäßig Lesungen und Veranstaltungen mit Autorinnen und Autoren, zum Beispiel an den Literaturhäusern in Stuttgart, Frankfurt oder Freiburg.
2024 war er Jurymitglied beim Deutschen Buchpreis.

## Forschung
Hoffmanns Forschungsschwerpunkt ist die deutsche Literatur des 20. und 21. Jahrhunderts. Insbesondere hat er zu den Autoren Rainer Maria Rilke, Ernst Toller, W. G. Sebald, Peter Handke, Christoph Ransmayr, Botho Strauß, Raoul Schrott und Navid Kermani publiziert. Daneben gilt sein Interesse der Holocaustliteratur.
Hoffmanns Herangehensweise ist dabei oft intermedial, er untersucht das Verhältnis von Literatur und anderen Medien. Diese Perspektive verfolgt er auch im Forschungsprojekt zum Autor als Filmfigur, in dem er die durch Filme, z. B. Biopics, erzeugten Bilder von Schriftstellern und deren Wirkung auf die Rezeption ihrer Texte analysierte, oder in jenem zu Schriftsteller-Interviews, die er als eigene Textgattung mit künstlerischem Anspruch ansieht.
In seiner Habilitationsschrift analysiert Hoffmann die Rolle des Körpers in der Dichtungstheorie des 18. Jahrhunderts, u. a. bei Bodmer, Breitinger, Herder, Klopstock und Schiller. Er widerspricht darin der geläufigen These Albrecht Koschorkes, wonach die Aufwertung des Körpers im 18. Jahrhundert als bloß metaphorisch aufzufassen sei, da der Schriftverkehr die körperliche Interaktion ersetze. Vielmehr sei die Poetik der Zeit vor dem Hintergrund der Einsicht, dass nur das gelingende Zusammenspiel von Körper und Geist den Menschen zur Glückseligkeit führen könne, zu verstehen.
Ein weiteres Forschungsprojekt untersucht die neurechte Literaturpolitik. Dieses stieß auch außerhalb der Universität auf Aufmerksamkeit. Hoffmann selbst hat darüber in Zeitungen und Zeitschriften geschrieben.

## Publikationen (Auswahl)

### Monografien
- Konfigurationen des Erhabenen. Zur Produktivität einer ästhetischen Kategorie in der Literatur des ausgehenden 20. Jahrhunderts (Handke, Ransmayr, Schrott, Strauß) (= Spectrum Literaturwissenschaft. 5). De Gruyter, Berlin 2006, ISBN 978-3-11-018447-1.[14]
- Körperpoetiken. Zur Funktion des Körpers in der Dichtungstheorie des 18. Jahrhunderts. Fink, Paderborn 2015, ISBN 978-3-7705-5897-1.
- Rainer Maria Rilke. Tectum, Baden-Baden 2021, ISBN 978-3-8288-4449-0.

### Herausgeberschaft
- mit Gabriele Rippl: Bilder. Ein (neues) Leitmedium? Wallstein, Göttingen 2006, ISBN 978-3-8353-0089-7.
- Lehrer ohne Lehre. Zur Rezeption Paul Cézannes in Künsten, Wissenschaften und Kultur (1906–2006). Rombach, Freiburg 2008, ISBN 978-3-96821-300-2.
- mit Gerhard Kaiser: Echt inszeniert. Interviews in Literatur und Literaturbetrieb. Fink, Paderborn 2014, ISBN 978-3-7705-5772-1.
- mit Doren Wohlleben: Verfilmte Autorschaft. Auftritte von Schriftsteller*innen in Dokumentationen und Biopics. Bielefeld, transcript 2020, ISBN 978-3-8376-5063-1.
- mit Nicolai Busch, Kevin Kempke: Themenheft Neurechte Literatur und Literaturpolitik (= Deutsche Vierteljahrsschrift für Literaturwissenschaft und Geistesgeschichte, Nr. 98, 2024.)

Außerdem ist Hoffmann Herausgeber der Text + Kritik-Bände zu Raoul Schrott und Navid Kermani sowie seit 2020 der Blätter der Rilke-Gesellschaft.

### Edition
- (Mithrsg.): Ernst Toller: Sämtliche Werke. Kritische Ausgabe. 5 Bände. Wallstein, Göttingen 2014, ISBN  	978-3-8353-1335-4.
- W. G. Sebald: „Auf ungeheuer dünnem Eis.“ Gespräche 1971 bis 2001. Fischer, Frankfurt am Main 2011, ISBN 978-3-596-19415-5.[15]
- Rainer Maria Rilke: Schriften zur Literatur und Kunst. Reclam, Stuttgart 2009, ISBN 978-3-15-018670-1.
- mit Anna-Dorothea Ludewig: Rainer Maria Rilke/Ilse Blumenthal-Weiss: Und dennoch! Briefwechsel und Texte zum Judentum. Wallstein, Göttingen 2024, ISBN 978-3-8353-5573-6.